# Juan Bautista De Benedictis

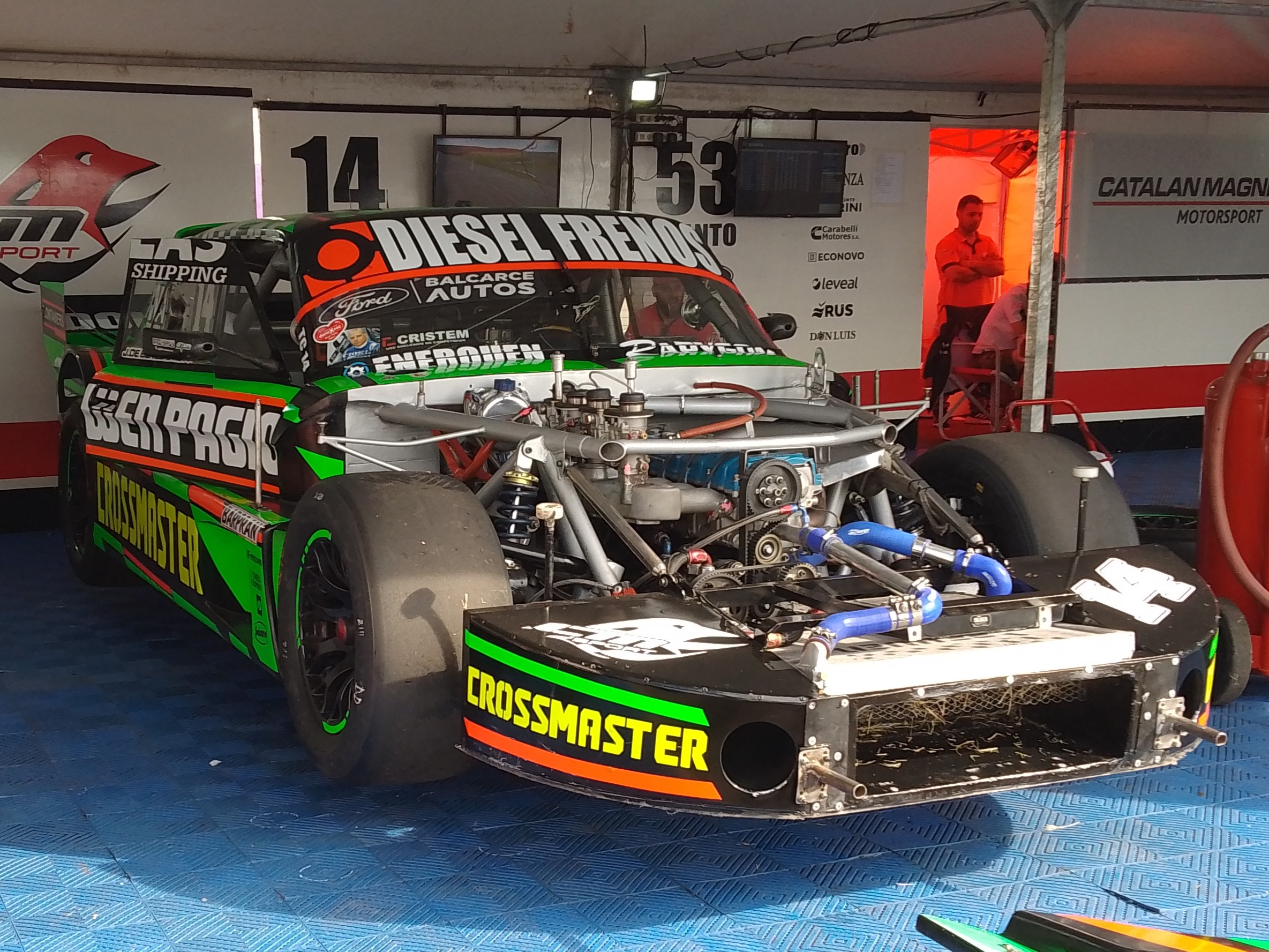
Ford de De Benedictis de 2023.

Juan Bautista De Benedictis (Necochea, Provincia de Buenos Aires; 26 de diciembre de 1986) es un piloto argentino de automovilismo. Compitió a nivel nacional en diversas categorías, debutando en el año 2005 en la divisional TC Mouras de la Asociación Corredores de Turismo Carretera, donde se proclamaría campeón en ese mismo año. En 2006 pasó a competir en la divisional TC Pista, obteniendo un nuevo título para su palmarés personal y el ascenso a la divisional mayor Turismo Carretera, donde continuaría compitiendo en los años siguientes. A lo largo de toda su carrera deportiva en estas divisionales, desarrolló la misma compitiendo al comando de unidades Ford Falcon.
Participó también en la categoría nacional Top Race V6, donde debutó en el año 2006 al comando de un Ford Mondeo II del equipo MAF Racing, teniendo participaciones intermitentes hasta el período 2009-2011 en el que volvería al ruedo compitiendo con un Mercedes-Benz C-203 del equipo Tauro Sport Team. Tras esta participación, dejó lado esta categoría hasta el año 2013, cuando retornó compitiendo al comando de un Ford Mondeo III del equipo Azar Motorsport. Luego de una nueva pausa, en 2015 retornó al comando de un Mondeo del equipo Sportteam. Con la implementación a partir del año 2008 del sistema de números identificatorios fijos, a todas sus unidades las identificaría con el dorsal número 157.

## Familia
Está en pareja con María Emilia Petrarca y son padres de Lola, Jazmín y Juana. Además de su participación en el automovilismo argentino, Juan Bautista De Benedictis es reconocido por ser hijo del expiloto y preparador Juan Antonio De Benedictis (subcampeón de Turismo Carretera en los años 1986, 1993 y 1994) y hermano mayor del también piloto Franco De Benedictis.

## Trayectoria
| Año       | Categoría                        | Modelo               |
| --------- | -------------------------------- | -------------------- |
| 1999-2004 | Piloto de karts                  | Karting              |
| 2005      | Debut en TC Mouras. Campeón      | Ford Falcon          |
| 2006      | Debut en TC Pista. Campeón       | Ford Falcon          |
| 2006      | Debut en Top Race V6             | Ford Mondeo II       |
| 2007      | Debut en Turismo Carretera       | Ford Falcon          |
| 2007      | Top Race V6, 2 carreras          | Mercedes-Benz C-203  |
| 2007      | Top Race V6, 2 carreras          | Renault Laguna II    |
| 2008      | Turismo Carretera                | Ford Falcon          |
| 2008      | Top Race V6                      | Mercedes-Benz C-203  |
| 2009      | Turismo Carretera                | Ford Falcon          |
| 2009      | Top Race V6                      | Mercedes-Benz C-203  |
| 2010      | Turismo Carretera                | Ford Falcon          |
| 2010      | Top Race V6 Copa América 2010    | Mercedes-Benz C-203  |
| 2010      | Top Race V6 Torneo Clausura 2010 | Mercedes-Benz C-203  |
| 2011      | Turismo Carretera                | Ford Falcon          |
| 2011      | Top Race V6                      | Mercedes-Benz C-203  |
| 2012      | Turismo Carretera                | Ford Falcon          |
| 2013      | Turismo Carretera                | Ford Falcon          |
| 2013      | Top Race V6                      | Ford Mondeo III      |
| 2014      | Turismo Carretera                | Ford Falcon          |
| 2015      | Turismo Carretera                | Ford Falcon          |
| 2015      | Top Race V6                      | Ford Mondeo III      |
| 2016      | Turismo Carretera                | Ford Falcon          |
| 2016      | Top Race V6                      | Volkswagen Passat CC |
| 2017      | Top Race V6                      | Fiat Linea           |
| 2018      | Turismo Carretera                | Ford Falcon          |
| 2018      | Turismo Nacional                 | Citroën C4 Lounge    |

## Palmarés
| Título  | Categoría | Automóvil   | Año  |
| ------- | --------- | ----------- | ---- |
| Campeón | TC Mouras | Ford Falcon | 2005 |
| Campeón | TC Pista  | Ford Falcon | 2006 |

## Resultados

### Turismo Competición 2000
| Año  | Equipo   | Auto          | 1  | 2   | 3   | 4   | 5   | 6   | 7  | 8   | 9   | 10  | 11  | 12  | 13  | Res. | Puntos |
| ---- | -------- | ------------- | -- | --- | --- | --- | --- | --- | -- | --- | --- | --- | --- | --- | --- | ---- | ------ |
| 2011 |          |               | GR | SFE | SFE | SMM | SJU | RES | AG | TRH | LPL | TRE | JUN | PDF | PAR | -    | -      |
| 2011 | Ford YPF | Ford Focus II |    |     |     |     |     |     |    |     | 11  |     |     |     |     | -    | -      |

### Súper TC 2000
| Año  | Equipo                   | Auto            | 1   | 2   | 3   | 4   | 5   | 6    | 7   | 8   | 9   | 10  | 11  | 12 | 13    | Res. | Puntos |
| ---- | ------------------------ | --------------- | --- | --- | --- | --- | --- | ---- | --- | --- | --- | --- | --- | -- | ----- | ---- | ------ |
| 2015 |                          |                 | JUN | ROS | OBE | TRH | RAF | SL I | SFE | SFE | TOA | GR  | SMM | AG | SL II | -    | -      |
| 2015 | Renault Lo Jack Team     | Renault Fluence |     |     |     |     |     |      |     |     | 5   |     |     |    |       | -    | -      |
| 2019 |                          |                 | AG  | GR  | VIL | ROS | PAR | SAL  | SNI | SJU | SMM | SMM | BA  | RC | CEN   | -    | -      |
| 2019 | Fiat Racing Team STC2000 | Fiat Tipo II    |     |     |     |     |     |      |     |     |     |     | 16  |    |       | -    | -      |